# Eduardo Risso
Eduardo G. Risso Salaverría (født 25. februar 1925 i Montevideo, Uruguay, død 12. janur 1986) var en uruguayansk roer.
Risso vandt sølv i singlesculler ved OL 1948 i London, hvor han i finalen blev besejret af Mervyn Wood fra Australien. Han deltog også i samme disciplin ved OL 1952 i Helsinki.

## OL-medaljer
- 1948:  Sølv i singlesculler